# Früchtchen : Am Äquator ist alles möglich
Pour plus de détails, voir Fiche technique et Distribution.
Früchtchen : Am Äquator ist alles möglich (titre signifiant Petit fruit : Sur l'Équateur tout est possible) est un film dramatique et documentaire allemand réalisé par Herbert Brödl et sorti en 1998. Il est consacré à l'île de São Tomé, située en Afrique de l'Ouest, sur l'Équateur. C'est l'un des rares films tournés sur cette île.

## Synopsis
Le film se déroule dans l'île de São Tomé à la fin des années 1990. Une vieille femme mourante appelle son fils qui vit au loin. Son cri prend la forme concrète d'un énorme fruit plus haut qu'un homme, qui vient tomber du ciel devant la hutte du fils. Celui-ci comprend aussitôt  : "Ma m'appelle !" Il nomme le fruit Früchtchen (« petit fruit »). Le Früchtchen commence à rouler et guide l'enfant à travers toute l'île, en direction de la case de Ma. Le film est à la fois un drame, un road movie haut en couleur avec des moments humoristiques, et un documentaire sur l'île, ses habitants et sa culture (une sorte de docu-fiction).

## Fiche technique
- Titre : Früchtchen : Am Äquator ist alles möglich
- Réalisation : Herbert Brödl
- Scénario : Herbert Brödl
- Direction de la photographie : Volker Tittel
- Montage : Katrin Köster
- Production : Herbert Brödl
- Studios de production : 3Sat, Baumhaus Film Brödl, Bayerischer Rundfunk (BR), Hessischer Rundfunk (HR), Westdeutscher Rundfunk (WDR), Österreichischer Rundfunk (ORF)
- Pays de production :  Allemagne -  Autriche -  Sao Tomé-et-Principe
- Langue : portugais, allemand
- Format : couleur
- Durée : 75 minutes
- Date de sortie : Allemagne : 6 novembre 1998 (au Nordische Filmtage Lübeck)